# Павлівська волость (Сумський повіт)
Павлівська волость — адміністративно-територіальна одиниця Сумського повіту Харківської губернії.
Станом на 1885 рік — складалася з 20 поселень, 9 сільських громад. Населення — 7476 осіб (3760 чоловічої статі та 3716 — жіночої), 1166 дворових господарств.
|                     | Площа, десятин | У тому числі орної, десятин |
| ------------------- | -------------- | --------------------------- |
| Сільських громад    | 7019           | 6397                        |
| Приватної власності | 7650           | 5327                        |
| Іншої власності     | 68             | 63                          |
| Загалом             | 14737          | 11787                       |

Основні поселення волості 1885 року:
- Павлівка — колишнє власницьке село при річці Павлівка за 45 верст від повітового міста, 2508 осіб, 420 дворів, православна церква, школа, 3 лавки. За 7 верст —  залізнична станція Новосілки.
- Василівщина (Багріївщина) — колишнє власницьке село при річці Крига, 206 осіб, 40 дворів, винокурний завод.
- Іскрисківщина — колишнє власницьке село при річці Крига, 524 особи, 78 дворів, православна церква, цегельний завод.
- Ободи — колишнє власницьке село, 1148 осіб, 158 дворів, лавка.

Станом на 1914 рік всі поселення мали менш ніж 1000 мешканців.
Старшиною волості був Семенченко Яків Євстратійович, волосним писарем — Чепуренко Пантелій Петрович, головою волосного суду — Гончаров Микола Якович.